# Festival de Cinema de Gotemburgo

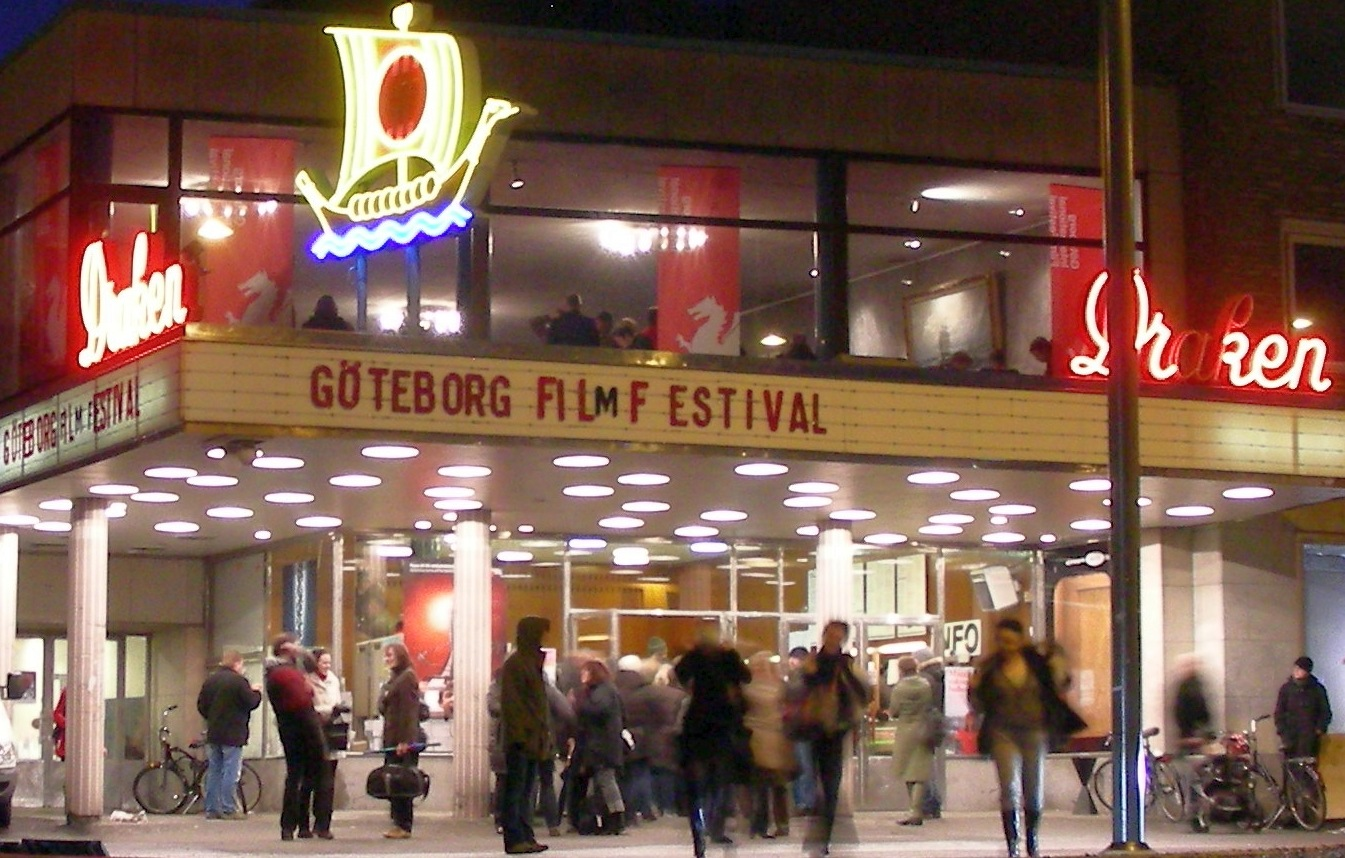
Cinema Draken em Gotemburgo.

O Festival de Cinema de Gotemburgo (Göteborg Film Festival) é um evento anual organizado em Gotemburgo, Suécia, desde 1979. 
Começa na última semana de janeiro e dura 10 dias. 
O centro do festival está no cinema Draken.
Na sua primeira edição foram apresentados 17 filmes em 3 cinemas, com um público de 3000 pessoas.
Hoje em dia, é o maior festival cinematográfico dos países nórdicos, onde são exibidos filmes de todo o mundo.

## Prémios do Festival
Dragon Awards
- Dragon Award Best Nordic Film (Prémio do Filme Nórdico)
- The Ingmar Bergman International Debut Award
- Dragon Award Best Nordic Film – Audience Choice (Prémio do Filme Nórdico – Escolha do Público)
- Dragon Award Best Swedish Documentary
- Dragon Award Best Feature Film – Audience Choice
- Dragon Award New Talent

## 2024
O 47.º Festival de Cinema de Gotemburgo começa na sexta-feira dia 26 de janeiro e termina no domingo dia 4 de fevereiro

Vão ser exibidos uns 250 filmes de uns 80 países.

O tema central do festival vai ser a "Inteligência Artificial", aqui apresentada como AI na acepção "Another Intelligence" e não "Artificial Intelligence". O filme clássico "Persona" de Ingmar Bergman será objeto de uma adaptação com tecnologia de AI.

### Presença lusófona
Serão mostrados 8 filmes com produção portuguesa, com destaque para “Légua”, “A Flor do Buriti” e “O Corno do Centeio”.

## 2021
Em 2021 o festival foi muito diferente do convencional devido à Pandemia de COVID-19.
Os organizadores decidiram levar a cabo um processo de seleção para escolher um cinéfilo que seria levado para a ilha deserta de Pater Noster, onde teria acesso aos filmes do Festival. As sessões aconteceriam num cinema improvisado no farol local, onde existe um hotel de luxo.
O escolhido teria tudo o que precisava: ótima comida, ótima bebida, uma boa cama. 
No entanto, não seriam permitidos telemóveis, computadores, nem sequer livros. O escolhido poderia ver as ondas do Mar do Norte e os próprios filmes. Os candidatos precisavam de ser cinéfilos e de concordar com a gravação de um videoblog diário sobre a experiência”.
Paralelamente, o Festival faria outras duas exibições exclusivas de filmes para um só cinéfilo: no Scandinavium, o maior estádio de hóquei da cidade que tem capacidade para 12.000 pessoas, e no Draken Cinema. À exceção destes três locais, o Festival seria totalmente virtual.

### Presença lusófona
- O Último Banho de David Bonneville (Portugal, França)

## 2017
O 40.º Festival abriu em 27 de janeiro - com o filme finlandês Tom of Finland - e prolonga-se até 6 de fevereiro. Houve discursos da ministra da cultura Alice Bah Kuhnke e do diretor artístico Jonas Holmberg.
O tema principal do ano é o Filme Sámi (Samisk film), com destaque para Sameblod (Sangue lapão) de Amanda Kernell. Um dos temas secundários é Deus e as Pessoas (Gudar och människor), com sessões na mesquita central, na sinagoga local e na catedral da urbe. Ao todo, vão ser estreadas mais de 70 películas, entre as quais Stalins couch com Gérard Depardieu no papel de Estaline, e o thriller psicológico islandês Rift.

Uma novidade deste ano é a Arena Cultural na Auktionsverket (Auktionsverket Kulturarena) na Tredje Långgatan, na proximidade da Järntorget.

A presença lusófona está marcada através de 9 filmes:
- Letters from War (Cartas da Guerra) de Ivo M.Ferreira, baseado nas cartas do escritor António Lobo Antunes durante a Guerra colonial em Angola (Portugal)[9]
- The Ornithologist de João Pedro Rodrigues (Portugal, França, Brasil)
- Eremiten de Kristoffer Sandberg (Suécia, Portugal)
- The Human Surge de Eduardo Williams (Argentina, Brasil, Portugal)
- Where I Grow Old de Marília Rocha (Brasil, Portugal)
- A Memory in Three Acts de Inadelso Cossa (Moçambique)
- The Cambridge Squatter de Eliane Caffé (Brasil, França)
- The Nest de Filipe Matzembacher, Marcio Reolon (Brasilien)
- Don’t Call Me Son de Anna Muylaert (Brasil)

## 2013
O Festival de Cinema de Gotemburgo/2013 teve lugar durante 10 dias, entre 25 de janeiro e 4 de fevereiro de 2013.

O programa foi divulgado em 8 de janeiro, estando previstos 250 000 bilhetes para os cerca de 500 filmes de 84 países. 

Na inauguração do festival foi apresentada a película norueguesa Kon-Tiki de Espen Sandberg e Joachim Rønning, no cinema Draken.

## 2012
O Festival de Cinema de Gotemburgo/2012 decorreu durante 11 dias, a partir de 27 de janeiro de 2012.

A abertura do evento foi feita através da exibição do filme Avalon de Axel Petersén, e o encerramento através da película Isdraken.

Durante o festival foram mostrados 429 filmes de 80 países.

Este ano o Dragão de Honra foi atribuído ao inglês Michael Winterbottom.

Como de costume, o filme nórdico teve um lugar de relevo com especial enfoque no dinamarquês.
O outro foco foi o filme árabe – com 13 filmes recentes.

### Presença Lusófona
- Journey to Cape Verde (José Miguel Ribeiro, Portugal, 2010) [11]

## 2011
O Festival de Cinema de Gotemburgo/2011 teve lugar entre 28 de janeiro e 7 de fevereiro de 2011.
A abertura do festival foi feita através da exibição do filme norueguês Kongen av Bastøy -  com Stellan Skarsgård, e o encerramento pela película sueca Isolerad - com Peter Stormare.
Durante o festival foram mostrados 442 filmes de 76 países, e um novo prémio - Dragon Award Best Nordic Film - no valor de 1 milhão de coroas suecas foi atribuído ao melhor filme nórdico.
Como temas em foco estiveram ”O novo cinema romeno” e “A presença”.

### Presença Lusófona
- Traces of a diary (Marco Martins, André Príncipe, Portugal, 2010)
- O ultimo voo do flamingo/The last flight of the flamingo (João Ribeiro, Portugal, Moçambique, Espanha, França, 2010)

### Prémios
- Dragon Award Best Nordic Film - Apflickorna da realizadora Lisa Aschan[12]
- Ingmar Bergmans debutantpris - Blue Valentine do realizador Derek Cianfrances[12]

## 2010
O 33º Festival decorreu entre 29 de janeiro e 8 de fevereiro.
A inauguração foi feita com o filme The Extaordinary Ordinary Life of José González de Mikel Cee Karlsson e Fredrik Egerstrand, no cinema Draken às 17.30 de sexta-feira 29 de janeiro.
Como convidados de honra, estiveram presentes Jessica Hausner (Áustria), Günter Wallraff (Alemanha) e Armando Iannucci
(Escócia).
O tema principal do festival foi COMPARTILHAR E PARTICIPAR (Sharing), havendo a destacar a presença do mestre de cozinha sueco Leif Mannerström.
No encerramento do festival foi apresentado o filme estónio The Temptations of St Tony de Veiko Ounpuu, premiado em Veneza 2007.
A África esteve em foco, tendo sido exibidos vários filmes provenientes desse continente:
- Burdening Memories of a Cleaning Lady (Souvenirs encombrants d’une femme de ménage) de Danii Kouyaté (Burkina Faso)
- Le Fauteuil de Missa Hebié (Burkina Faso)
- Harragas de Merzak Allouache (Argélia/França)
- Sawa de Martin Nganguem Kamdem (Camarões)
- Seasons of a Life de Charles Shema Joyah (Malawi)
- Shirley Adams de Oliver Hermanus (África do Sul/Estados Unidos)
- Soul Boy de Hawa Essuman (Quénia/Alemanha)
- St Louis Blues (Un transport en commun) de Dyana Gaye (Senegal/França)
- Tell Me Who You Are (Min Yè) de Souleymane Cissé (Mali)

### Presença lusófona
- Balas e pistolas, de Francisco Cáfua (Angola)
- Insolação, de Daniela Thomas e Felipe Hirsch (Brasil)
- Morrer como um Homem, de João Pedro Rodrigues (Portugal)
- Forget Africa 3, de Edwin, Deborah Stratman e Ella Raidel (Estados Unidos/Áustria/Indonésia/Quénia/Moçambique/Malawi)

## 2009
O 32.º Festival teve lugar entre 23 de janeiro e 2 de fevereiro de 2009, com 700 sessões, mostrando 450 filmes de 65 países. Foram vendidos 124 500 bilhetes a 31 000 visitantes.